# Hasanşeyh, Daday
Hasanşeyh là một xã thuộc huyện Daday, tỉnh Kastamonu, Thổ Nhĩ Kỳ. Dân số thời điểm năm 2008 là 225 người.